# Colobus angolensis
Colobus angolensis är en däggdjursart som beskrevs av P. Sclater 1860. Colobus angolensis ingår i släktet Colobus och familjen markattartade apor. IUCN kategoriserar arten globalt som livskraftig. Det svenska trivialnamnet Angolaguereza förekommer för arten.
Inga underarter finns listade i Catalogue of Life. Wilson & Reeder (2005) skiljer mellan 6 underarter.

## Utseende
Denna primat når en kroppslängd (huvud och bål) av 49 till 68 cm och en vikt av 6 till 11,7 kg. Hanar är något större än honor. Till exempel blir svansen hos honor cirka 70 cm lång och hos hanar ungefär 83 cm. Pälsen är huvudsakligen svart som står i kontrast till vita hår kring ansiktet (inklusive halsen), på axeln och vid svansens spets. Ungar föds med vit päls. En rudimentär tumme och en delad magsäck finns liksom hos andra arter av samma släkte.

## Utbredning och habitat
Denna primat förekommer i sydcentrala och östra Afrika. De två största populationerna finns från norra Kongo-Kinshasa till centrala Angola, respektive i sydöstra Tanzania. Mellan dessa två områden finns flera mindre isolerade populationer. I bergstrakter når arten 2400 meter över havet men den är lika vanlig i låglandet. Habitatet utgörs av olika slags skogar.

## Ekologi
Individerna bildar små familjegrupper som ibland förenas till stora grupper med cirka 300 medlemmar. De äter främst blad och andra växtdelar.
Individerna är aktiva på dagen och vistas främst i trädens kronor. Ibland kommer de ner till marken. Familjegrupperna består av en hane, två till sex vuxna honor och deras ungar. Hanen vrålar ofta på morgonen för att visa sin position som alfadjur. Parningsberedda honor visar sin bakdel för hanen. Efter 147 till 178 dagar dräktighet föds vanligen en unge, ibland tvillingar. Ungen diar sin mor cirka 15 månader. Vid uppfostringen hjälper alla vuxna medlemmar av familjegruppen. Honor blir könsmogna efter två år och hanar två år senare.
Colobus angolensis blir i naturen upp till 20 år gammal och med människans vård kan den leva 30 år.
Primaten har stora hökartade rovfåglar (Accipitridae) och leoparden som naturliga fiender.